# Beaufin
Beaufin is een gemeente in het Franse departement Isère (regio Auvergne-Rhône-Alpes) en telt 23 inwoners (2009). De plaats maakt deel uit van het arrondissement Grenoble.

## Geografie
De oppervlakte van Beaufin bedraagt 6,3 km², de bevolkingsdichtheid is dus 3,7 inwoners per km².
De onderstaande kaart toont de ligging van Beaufin met de belangrijkste infrastructuur en aangrenzende gemeenten.

## Demografie
Onderstaande figuur toont het verloop van het inwonertal (bron: INSEE-tellingen).